# Bulgarii din Republica Moldova

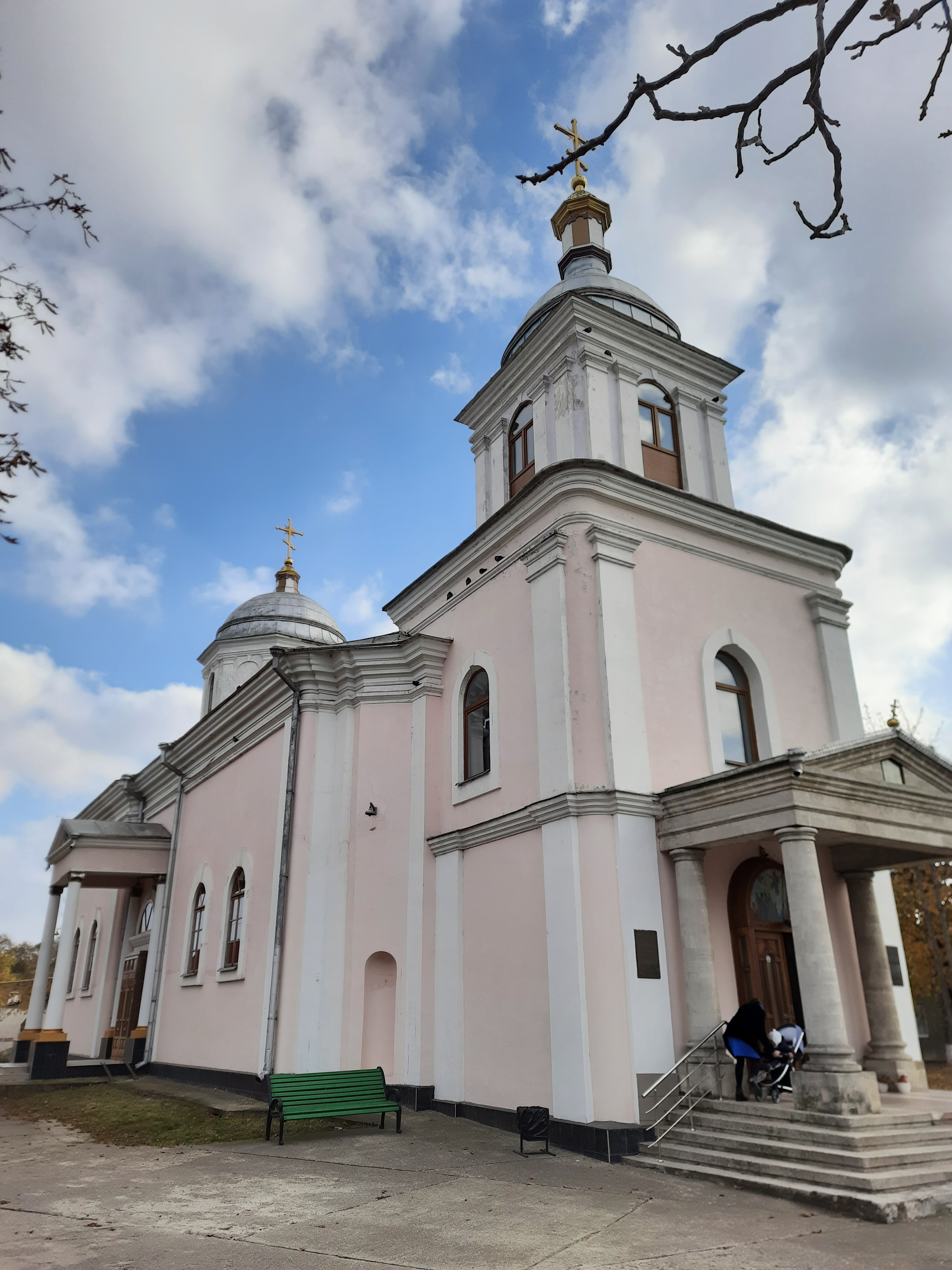
Catedrala Înălțarea Domnului din Chișinău

Comunitatea bulgară (în bulgară българи) constituie al cincilea grup etnic minoritar din Republica Moldova, numărând 79.520 de persoane conform recensământului din 2004, adică 2,02% din totalul populației. 
Bulgarii trăiesc în mare parte în sudul țării, cu preponderență în raionul Taraclia, aici constituind 65,56% din populația regiunii, dar și în Găgăuzia, precum și în raioanele Slobozia, Cahul, Leova, Cantemir, Basarabeasca, Cimișlia și Căușeni. Bulgarii din Republica Moldova fac parte din comunitatea bulgarilor din Bugeac, care trăiesc preponderent în regiunea Odesa din Ucraina, cei mai mulți în jurul orașului Bolgrad, capitala lor culturală și istorică.
Împreună cu găgăuzii, bulgarii din Bugeac au fost stabiliți aici puțin după anul 1812, când Imperiul Rus a anexat această regiune în dauna Imperiului Turc, la sfîrșitul războiul Ruso-Turc încheiat prin Pacea de la București, în locul musulmanilor turci și tătari alungați în Dobrogea (azi turcii și tătarii din România).

## Demografie

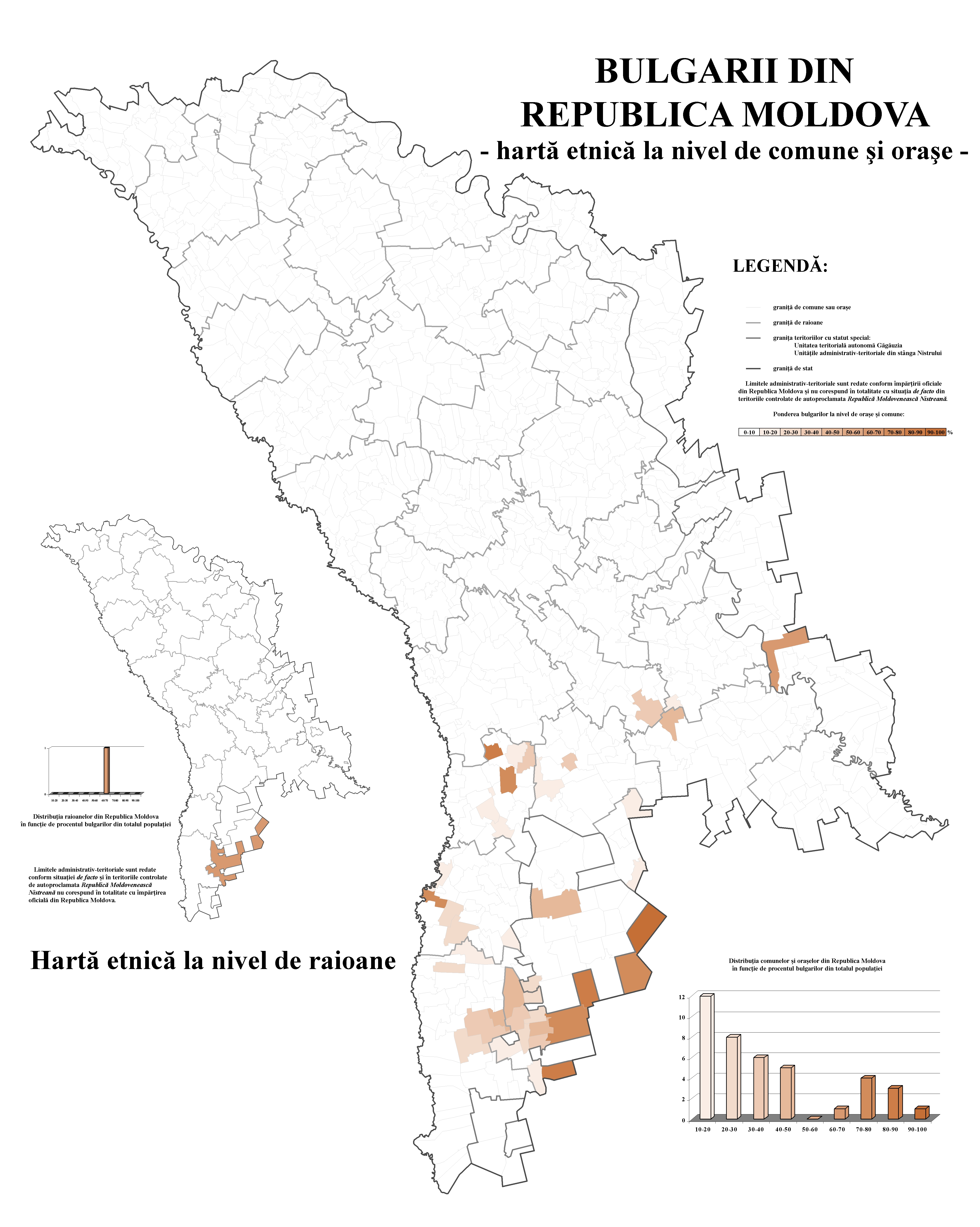
Ponderea bulgarilor în Republica Moldova la nivel de comune

### Dinamica numărului
| An   | Populație | % din tot. populației | % creșt./ descreșt. |
| ---- | --------- | --------------------- | ------------------- |
| 1817 | ~1.500    | 0,3%                  | ▬                   |
| 1856 | 29.000    | 2,9%                  | ▲1.833,3%           |
| 1897 | 103.225   | 5,3%                  | ▲256,0%             |
| 1930 | 163.726   | 5,7%                  | ▲58,6%              |
| 1941 | 177.700   | 7,5%                  | ▲8,5%               |
| 1959 | 61.652    | 2,1%                  | ▼65,3%1             |
| 1970 | 73.776    | 2,1%                  | ▲19,7%              |
| 1979 | 80.665    | 2,0%                  | ▲9,3%               |
| 1989 | 88.419    | 2,0%                  | ▲ 9,6%              |
| 2004 | 79.520    | 2,0%                  | ▼10,0%              |

- 1Scăderea drastică a numărului bulgarilor în datele recensământului din 1959 este legată de ne-comasarea datelor din RSS Moldovenească și Bugeac, ultima cedată de URSS RSS Ucrainene în 1940.